# TKB-0146
O TKB-0146 (em russo:  ТКБ-0146) é um protótipo de fuzil de assalto bullpup projetado por Igor Yakovlevich Stechkin no TsKIB SOO. A arma participou dos testes de fuzil de assalto do Projeto Abakan do Exército Russo.
O AS[M] de Nikonov e o projeto de Stechkin foram os únicos dois projetos verdadeiramente inovadores na competição Abakan que chegaram à rodada final de testes; todos os outros 6 concorrentes que chegaram tão longe foram baseados em designs mais convencionais. O projeto de Stechkin poderia disparar rajadas de dois tiros a 2.000 disparos por minuto ou fogo automático a 600 disparos por minuto. A arma de Stechkin era um pouco mais precisa que a de Nikonov, mas era menos confiável, principalmente porque acumulava mais incrustações. O projeto de Nikonov venceu e se tornou o AN-94. No TKB-0146, a mudança de um tiro semiautomático para automático era realizada por um gatilho secundário localizado atrás do gatilho principal. Apertar o gatilho principal levemente efetuava um único disparo. Puxá-lo totalmente para trás, de modo que pressionasse o gatilho secundário, permitia o disparo automático. A mudança para o modo de rajada de dois disparos era feita operando uma alavanca diferente.
Dois exemplos podem ser vistos no museu de armas de Tula; um deles é um protótipo inicial configurado para rajadas de três tiros em vez de dois, que era a opção para os modelos posteriores.